# ئی‌ام‌دی اس‌دابلیو۱۲۰۰
ئی‌ام‌دی اس‌دابلیو۱۲۰۰ (انگلیسی: EMD SW1200) یک لوکوموتیو دیزلی شانتر ساخت شرکت جنرال موتورز الکترو-موتیو دیزل است.
این لوکوموتیو که مابین سال‌های ۱۹۵۴ تا ۱۹۶۶ تولید میشده دارای ۱۲ سیلندر و ۱۲۰۰ اسب بخار قدرت بوده است.